# Dark Days (Coal Chamber)
Dark Days è il terzo album in studio del gruppo nu metal statunitense Coal Chamber, pubblicato nel 2002.

## Tracce
1. Fiend – 3:01
2. Glow – 3:12
3. Watershed – 2:37
4. Something Told Me – 3:24
5. Dark Days – 3:40
6. Alienate Me – 3:18
7. One Step – 2:39
8. Friend? – 3:34
9. Rowboat (FLOOD cover) – 4:49
10. Drove – 3:13
11. Empty Jar – 3:53
12. Beckoned – 4:03